# Pierrelatte
Pierrelatte (en occitano Pèiralata) es una ciudad francesa, situada en el departamento de Drôme y la región de Auvernia-Ródano-Alpes. En provenzal, siguiendo la norma mistraliana, se escribiría Peiro Lato.
Gentilicio: sus habitantes son Pierrelattins.
El lema de la ciudad es: Pierrelatte Ville Fleurie (Pierrelatte ciudad florida)

## Demografía
| 2 789 | 2 536 | 2 462 | 2 867 | 3 430 | 3 409 | 3 537 | 3 483 | 3 453 | 3 512 | 3 539 | 3 577 | 3 579 | 3 291 | 3 223 | 3 184 | 3 218 | 3 121 | 3 319 | 3 246 | 3 170 | 3 252 | 3 307 | 3 176 | 3 237 | 3 448 | 4 251 | 9 757 | 9 816 | 11 596 | 11 770 | 11 943 | 12 315 | 12 571 |
| Para los censos de 1962 a 1999 la población legal corresponde a la población sin duplicidades (Fuente: INSEE [Consultar]) |       |       |       |       |       |       |       |       |       |       |       |       |       |       |       |       |       |       |       |       |       |       |       |       |       |       |       |       |        |        |        |        |        |

## Geografía
Pierrelatte es una ciudad provenzal, a pesar de estar ubicada en la región històrica del Delfinado. Situada en la comarca del Tricastin, en el extremo sudoeste del departamento de Drôme. Se encuentra en el valle del Rhône (o Rodano). Está a unos 70 km al sur de Valence, a 25 km al sur de Montélimar, y a 60 al Norte de Aviñón. Su término municipal limita con los départementos de Ardèche al Oeste y Vaucluse al Sur.
Limita al oeste con el Ródano y las colinas del Ardèche. El término municipal de Pierrelatte ocupa la mayor parte de la vasta llanura aluvial formada por el río en su parte Tricastina. Los municipios colindante son: Donzere al norte; al este La Garde Adhemar y Saint-Paul-Trois-Chateaux, capital antigua del Tricastin (o comarca de los tres castillos); Bourg-Saint-Andéol al oeste; y al sur Bollène (Vaucluse).
En medio de la llanura pierrelattina, hay una pequeña montaña, el Rocher (la Roca), probablemente de una rama de lo que constituye más al norte "las montañas del desfiladero de Donzere". Fue en torno a esta montañita donde surgió el nombre Pierrelatte, que se cree que deriva del latín "petralapta (piedra grande). La leyenda dice que esta piedra había sido arrojada desde el monte Ventoux por el gigante Gargantúa, que se la había sacado de su bota donde se le había introducido.
Elclima es soleado y el viento dominante del Norte (Mistral).

## Tricastin, la comarca de Pierrelatte
Tricastin es un espacio natural e histórico valle del Ródano, entre el sur-oeste de la Drôme y el noroeste del Vaucluse. Es la cuna de la antigua tribu de Tricastini. Su capital es Saint-Paul-Trois-Chateaux, y su población más importante es Pierrelatte. El nombre de Tricastin, a largo interpretado como "tierra de los Tres Castillos", pero en realidad, su etimología deriva de la tribu celta de Tricastini, que ocuparon esta tierra a lo largo de la antigüedad. Hoy en día, la comarca de Tricastin es famosa por el sitio nuclear de Tricastin, la planta francesa de energía nuclear situada en el canal durante Donzère-Mondragón, un canal de derivación del Ródano, por sus viñedos AOC Coteaux du Tricastin (denominación de origen controlado Ribera del Tricastin en español), y la calidad su patrimonio natural y arquitectónico
Los Tricastinis se encontraban entre los pueblos de la Galia Narbonesa. Plinio el Viejo habla de su capital el nombre de Augusta Tricastinorum en el Libro III. El Tricastin fue considerada la "tierra de la piedra blanca", desde un punto de vista geológico, el Tricastin es una de las pocas áreas en el valle del Ródano, donde la piedra tiene un color muy clara. Muchas canteras han estado en funcionamiento hasta mediados del siglo XX en Saint-Paul-Trois-Chateaux y en Saint-Restitut. La capital del Tricastin, Saint-Paul-Trois-Chateaux, fue la sede de un obispado hasta la Revolución Francesa, en que fue suprimido al mismo tiempo que los de Uzes, Vaison-la-Romaine. Bollène, en la parte sur del Tricastin, era una ciudad comercial a lo largo de la Edad Media y todavía contiene en su centro con rastros significativos de su éxito pasado. Pont-Saint-Esprit y Bourg-Saint-Andeol, que se encuentra en su frontera occidental, son también las antiguas ciudades cuya impronta es todavía fuertemente religiosa.

## Comunicación
Pierrelatte se encuentra en mitad de camino entre Valence y Aviñón, en el cruce de cuatro departamentos: La Drôme, Ardèche, Gard y Vaucluse. És una ciudad, de fácil acceso (en el valle del Ródano por la A7 "Autopista del Sol", o desde Bollène, Montélimar, N7, N86, la estación de tren, los aeropuertos de Aviñón, Nimes, Lyon, Marsella,...).
- Canal de derivación para la navegación de Donzere a Mondragon: por el término municipal de Pierrelatte discurre un tramo del canal de navegación del Rodano entre Donzere y Mondragon.

- Ferrocarril

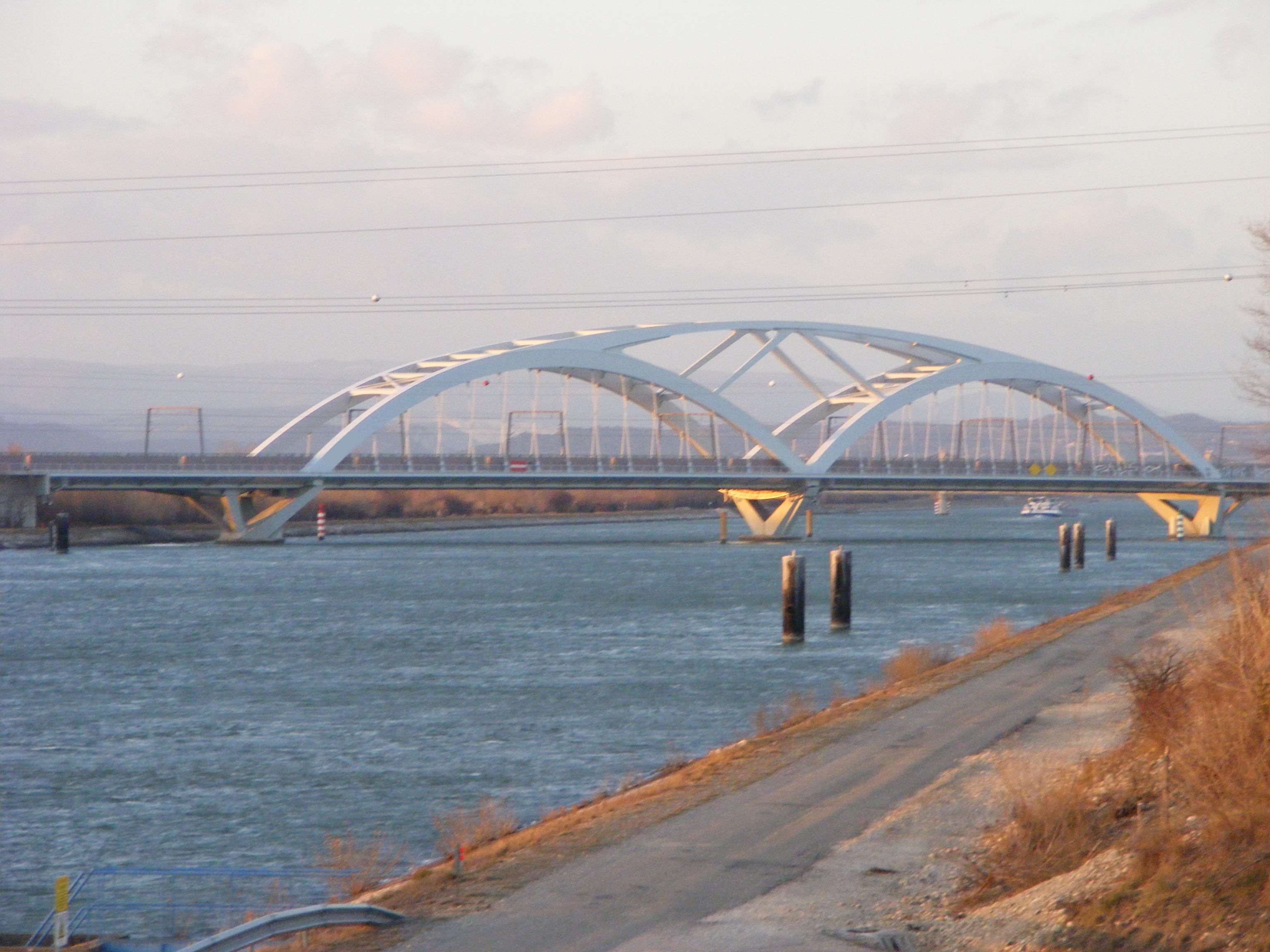
viaducto sobre el canal de Donzére - Mondragon, en Pierrelatte

Pierrelatte tiene una estación de trenes de la empresa nacional SNCF, en el que paran los trenes con destinos directos a Aviñón y Lyon; y con conexión a la estación de trenes de la ciudad de Valencia; Grenoble; Annecy y Ginebra.
- Autopistas y Carreteras

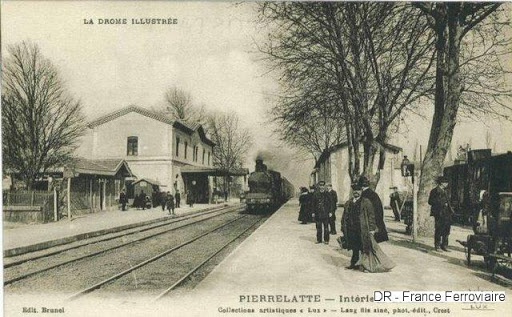
Antigua tarjeta postal en la que se visualiza la estación de Pierrelatte

Pierrelatte se halla atravesada por la carretera Nacional 7 (Lyon-Valence / Avignon-Aix) y la autopista A7.

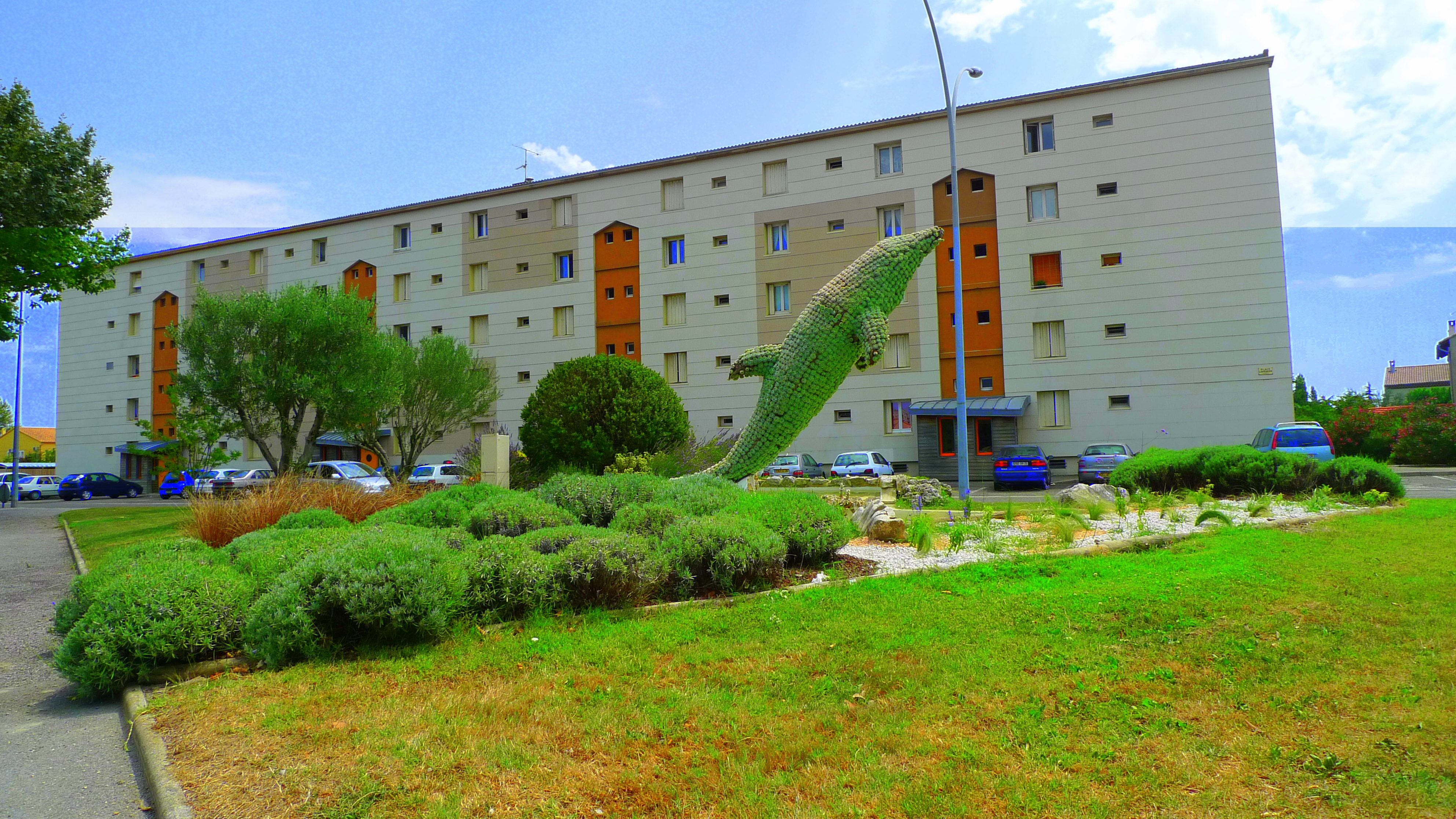

## Industria
Dos periodos han marcado la evolución industrial de Pierrelatte:
- De 1948 a 1958, construcción del Canal de Donzère en Mondragon, con 28 km de largo y 130 m de ancho.

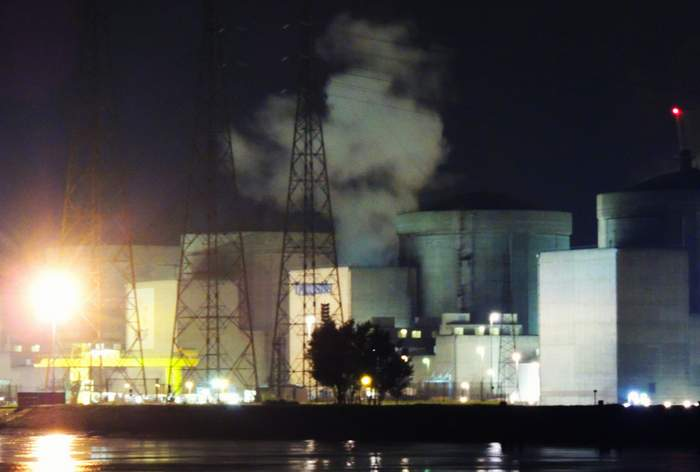

- De 1958 a nuestros días, la central nuclear de Tricastin. Al mismo tiempo se ha desarrollado el comercio, las zonas industriales y artesanales, los colegios, los deportes y los aficiones, así como todo lo que contribuye a la evolución de una ciudad muy activa. El sitio nuclear de Tricastin, en el corazón del valle y comarca de Tricastin desde 1974, es uno de los mayores complejos nucleares francés. Se extiende por a caballo de los municipios de Saint-Paul-Trois-Chateaux, Lapalud, Bollène y Pierrelatte. Construido en el corazón de la llanura de Tricastin, ahora es la principal industria establecida en el territorio de Tricastin y cumple con las necesidades energéticas de los departamentos de Ardèche, Drôme, Vaucluse y Gard. El sitio alberga la mayor concentración de industrias nucleares y químicas en Francia. Esta es el zona nuclear considerada la segunda más extensa de Francia después de la planta de reprocesamiento de La Hague. El sitio nuclear de Tricastin incluye muchas actividades relacionadas con la fabricación y el funcionamiento de combustible nuclear. La primera planta entró en operación durante la década de 1960 para enriquecer uranio con fines militares. En la actualidad, más de 5000 empleados trabajan en Tricastin en una gran red de empresas con los más importantes son:
- EDF, la empresa nacional de electricidad que opera la planta nuclear de Tricastin;
- Eurodif y su filial auxiliares Tricastin (Socatri), que lograr el enriquecimiento de uranio para fabricar combustible nuclear;
- Comurhex que, en este sitio, realiza la conversión de tetrafluoruro de uranio (UF4) en hexafluoruro de uranio (UF6);
- El Comisariado de la Energía Atómica (CEA), que tiene un centro de investigación de la instalación nuclear militar Pierrelatte.
- Socatri
- Areva NC, Pierrelatte Planta

El sitio es parte de la agrupación TRIMATEC que "las tecnologías basadas en valores y métodos de ingeniería nuclear que son respetuosos del medio ambiente."

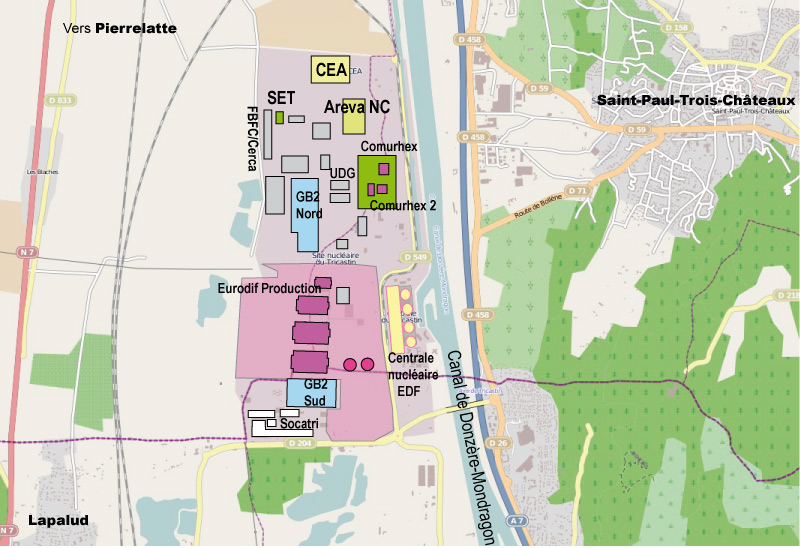

## Historia

Escudo de Pierrelatte. Sobre fondo azul una ballesta de oro con las letras P L de oro a cada lado

El pueblo se formó alrededor del siglo IX al abrigo de la pequeña montaña rocosa, conocida popularmente como la Roca, y que está en el centro del casco urbano, la cual es llamada desde tiempos de los romanos como Pétra-Lata, de donde viene su nombre actual. La "Roca" protegía a Pierrelatte del fuerte viento del norte, conocido como el Mistral. A partir de la edad media, se edifica un castillo en la cumbre de la montañita. Mientras, el pequeño burgo se dotó de una primera línea de muralla, de la cual todavía subsiste un pequeño tramo en la calle de l’Archange, al igual que una torre decorada interiormente de extraños grafitis. La capilla de los Penitentes, actualmente al pie de la "Roca", se hallaba situada en el interior de este pequeño recinto amurallado, desde el siglo XII.
Hasta el año 1450, el castillo y los territorios vecinos se hallan bajo el control de diversos señores feudales, y a partir de aquel año, la señoría de Pierrelatte pasa bajo el dominio del Delfín (Infante real francés) Louis, que pasará a ser más tarde el Rey Luis XI. Añade Pierrelatte y su territorio que considera estratégico al principado del Dauphiné (Delfinado), y procede a engrandecer la fortaleza, así como la construcción de una segunda línea de murallas de defensa a la población; y una iglesia dedicada a San Miguel. Esta segunda línea de murallas substiste parcialmente en la calle rue des Remparts de l’Ouest et rue des Remparts du Nord. 
A partir de entonces diversos reyes se suceden en la señoría de Pierrelatte tales como el Rey Enrique IV y Louis XIII en los siglos XVI y XVII. Este último ordenó en 1633 el desmantelamiento del castillo fortaleza de Pierrelatte. A pesar de los reales protectores, la población conoció periodos de extrema dureza y dificultad entre los años 1550 i 1650, como por ejemplo las guerras fratricidas de religión en el que ejércitos van pasando por la misma una y otra vez, como en el año 1562, en el que tropas protestantes del barón des Adrets tomó por asalto la ciudad y el castillo, y asesinó cruelmente a sus defensores. También conoció los estragos de la Peste, sobre todo en los años 1629, 1631 y 1652. En este último año, el párroco no dio abasto en registrar a los muertos a lo largo de los meses de octubre a diciembre. De esta época sobrevive un imponente portalada, en la calle del Castillo ( rue du Château ), que se considera como el vestigio de un palacete particular llamado popularmente la casa de los Gobernadores.
A partir de la segunda mitad del siglo XVII, la población empieza poco a poco a salir de la desgracia. Coincide también con una época en la que los pobladores ven poco a poco sus derechos y libertades fortalecidas. En el año 1674, los representantes de la ciudad adquieren una casa que todavía es visible en el cruce de las calles rue Bringer y rue Conti, la cual conserva gárgolas de forma de bestias, así como un símbolo que alude a los pelegrinos hacia Santiago de Compostela, y otros detalles que son posiblemente del siglo XV. En 1654, la señoría de Pierrelatte pasa a manos de Armand de Bourbon, príncipe de Conti, miembro de la familia real, casado con una sobrina del primer ministro el cardenal Mazarino. A su fallecimiento en el año 1666, sus herederos tendrán la inquietud de trabajar para mejorar la producción de la rica llanura agrícola de la zona, iniciando los primeros proyectos de creación de una canal de riego aprovechando las aguas del cercano y caudaloso río Ródano. Alrededor de 1690, entra en funcionamiento el primer canal que servirá para funciones de defensa, ya que alimentará el foso de las murallas, pero sobre todo será la de hacer funcionar los molinos de la Garde Adhémar, Pierrelatte y Lapalud, después de permitir la irrigación de los campos hasta entonces de secano. El canal de derivación llamado de «Conti» o de «Pierrelatte», se añade pues a una red de canales de riego importantes. Este canal es en alguna manera, el antecedente del actual canal de Donzère-Mondragon. El canal de riego fue mejorado y desdoblado a la altura del barrio de "la Cloche", adquiriendo una dimensión industrial 200 años después, a partir de 1890.
El Conde de Provenza, hermano del rey Luis XVI, y futuro rey Luis XVIII, sucede en el año 1783, en la señoría de Pierrelatte a los Borbones - Conti. Será su señor hasta la Revolución Francesa. Con la proclamación de la primera república, un nuevo Ayuntamiento es edificado en 1792, en estilo neoclásico, en la actual plaza ce Taillade. Los ediles deciden también, en 1819, cambiar la torre del Reloj, que amenazaba ruina, y hacen edificar la actual.
En el siglo XIX, se produce una gran transformación. A partir de los años 1840, principalmente, algunas granjas se convierten en pequeños palacetes o mansiones, com por ejemplo les Méas, Bel, la Cloche, Faveyrolles, la Blachette. Estas mansiones diseminadas por la llanura de Pierrelatte, le otorgan una originalidad particular. Se mejoran las carreteras y caminos, sobre todo la carretera real, predecesora de la carretera Nacional 7 (de París a Italia), que pasa por la ciudad. Entre 1847 y 1851, se construye sobre la anterior la actual iglesia parroquial, que será la quinta, mayor que la anterior edificada en els siglo XVII.
En 1855, el Ferrocarril de Lyon a Aviñón llega a Pierrelatte donde se construye una estación. En 1897, la línea de FFCC Pierrelatte-Nyons se inaugura a su vez. En los años 1920, se desdobla las vías de ferrocarril, y se edifica el primer puente para franquearlas. Estas infraestructuras permiten la creación de una industria local, en un principio muy unida a la fuerza de las aguas del canal, como por ejemplo en 1883 tres fábricas de pieles y otras tres textiles.
En 1921, la empresa "Société Chauvet" se implanta en el barrio de la estación, y será, hasta la llegada de las empresas nucleares, de la más importante de Pierrelatte.
De 1945 hasta hoy:

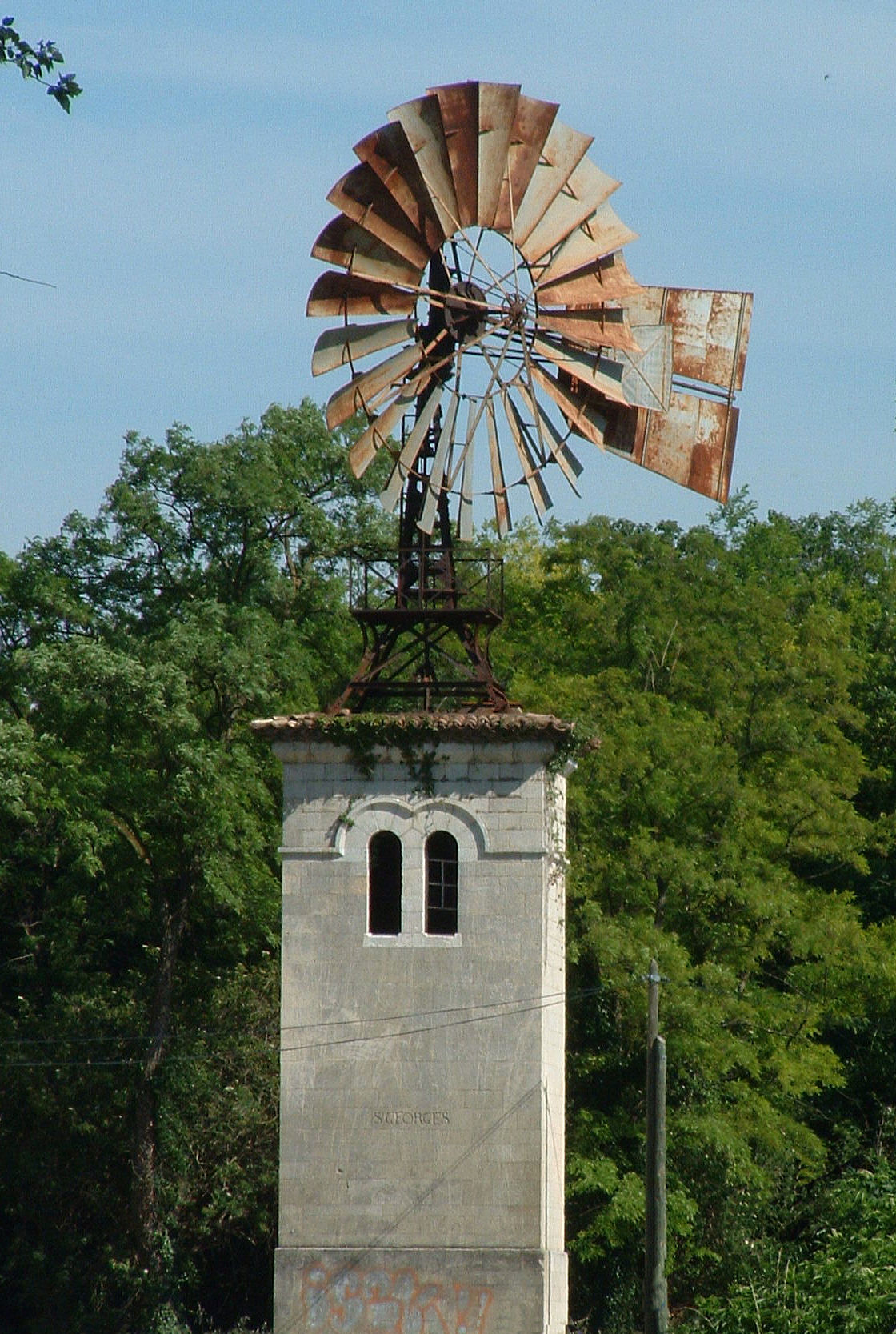
molino para bombeo de aguas subterráneas cerca de Pierrelatte

Después de la Segunda Guerra Mundial, otra empresa, se implanta "Cartonnage Spinnler", todavía en activo, otro puntal industrial. Pierrelatte, al igual que los demás municipios cercanos, empezará a vivir y a evolucionar profundamente al ritmo de las grandes obras públicas.
De 1947 a 1952, se construye el canal de derivación de aguas del Ródano, llamado de Donzère a Mondragon. El municipio empezará a dotarse de una gran red de saneamiento y de agua potable. En la Roca, en el espacio abandonado de la cantera, se edifica un depósito de agua que en forma de muro, sirve tanto para acumular agua como para proteger el núcleo antiguo de la ciudad de las fuertes ventadas del viento de Mistral.
A partir de 1960 se inicia la construcción y puesta en marcha de la fábrica del CEA (Comisariado de la Energía Atómica). Pierrelatte entra en la era nuclear, y su nombre pasa a ser un referente mundial. La población se triplica en 1968 a la que había antes de la 2ª Guerra Mundial. Esto motiva la construcción de numerosas vías, servicios, edificios, viviendas bloques de piso y barrios, así como un instituto de bachillerato y 2 centros escolares (les Claux y le Roc). La carretera N-7 se ha quedado pequeña y la nueva autopista de peaje A-7 alcanza la ciudad en el mismo período.
A partir de 1974-1975, el CEA es ampliado por nuevas empresas eléctricas y nucleares, como la empresa estatal EDF, Eurodif, Comurhex,… El conjunto pasa a llamarse Sitio Nuclear del Tricastin, si bien popularmente se le conoce con el nombre de Pierrelatte. Se inicia una nueva fase de desarrollo intensivo, y la población alcanza entonces los 10 000 habitantes. Paralelamente el municipio atrae a otros tipos de pequeñas y medianas empresas, lo que motiva la creación de su primer polígono industrial. En otras entidades, la célebre «Ferme aux crocodiles» (granja de los cocodrilos), se convierte al mismo tiempo en un polo de atracción turístico.
Con el incremento de la población se inicia una fuerte vida asociativa, sobre todo en el aspecto deportivo. Hoy en día, el municipio gracia a su vasto término, ha conservado una importante dimensión rural y múltiples cursos de aguas. No obstante, se sigue trabajando para atraer nuevas industrias mientras se elabora el proyecto llamado « Georges Besse II » una vez finalizase el motor económico actual del Sitio Nuclear de Tricastin.

## Patrimonio
1. Le Rocher. El pueblo se formó alrededor del siglo IX al abrigo de esta roca llamada Pétra-Lata, de donde viene su nombre actual. La roca protegía a Pierrelatte contra el Mistral pero se tuvo la nefasta idea de transformarla en una cantera. Se supo que si desaparecía, el pueblo estaría expuesto a todas las inclemencias del Mistral. Una deliberación del consejo municipal del 2 de marzo de 1918 puso término a las reclamaciones de la población. La compra de la roca fue decidida y se convirtió en propiedad de la ciudad. Se clasificó como lugar de carácter artístico. La antigua cantera sirve para hacer actividades teatrales, conciertos, y otros eventos.
2. La Chapelle des Pénitents - la capilla de los penitentes - siglo XII. Edificio románico que acoge conciertos, conferencias, exposiciones, etc...
3. Museo Municipal Yvon GUERET, - Arqueología, paleontoglogía, minerales, historia, en una antigua cárcel del s. XVIII.
4. Rue d'Amour - la calle del Amor - un ejemplo de calle típica provenzal, estrecha, donde se celebraban la cortes de amor en la edad media.
5. la Ferme aux Crocodiles - la Granja de Cocodrilos: desde 1994, una granja única en Europa, donde hay 500 cocodrilos de todos los tamaños y tipos. La granja del cocodrilo es un zoológico privado de 8000 m² donde se pueden observar ejemplares de varias especies de cocodrilos y especies estrechamente relacionadas, así como las tortugas. Esta granja, además de dar servicio al sector turístico, funciona en la práctica como granja de cocodrilos de cría (para diferentes zoológicos) o científicos. Inaugurado en julio de 1994, el sitio es único en Europa. Allí las especies pueden evolucionar en un clima tropical en un invernadero, con calefacción por agua caliente de la central nuclear de Tricastin. Este espacio contiene, además de la fauna, la flora, particulère tropicales (plantas carnívoras, helechos tropicales, orquídeas, etc.) El sitio está abierto todo el año (incluyendo días festivos y domingos). La visita dura aproximadamente 1h 30min. Está adaptada para minusválidos, dispone de aparcamiento gratuito y una cafetería. Unas azafatas responden a las preguntas del público durante la vista, y carteles explicativos en Braille se colocan en el circuito. La granja de los cocodrilos es el sitio más visitado de toda la provincia o departamento de la Drome.

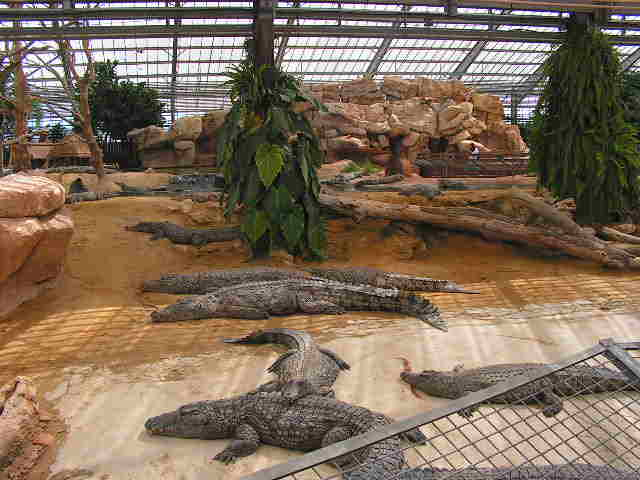
Un aspecto del interior de la granja de cocodrilos de Pierrelatte

1. Le Plan d'Eau de Pignedoré - el lago artificial de Pignedoré - Abierto todo el año. Durante el verano, una parte de la zona en zona de baño con vigilantes / socorristas de 11H30 a 18H30. Además de los juegos terrestres y acuáticos, hay pistas para los peatones, ciclistas, práctica de patín en línea, skatepark y zona de pic-nic. También hay un chiringuito. La práctica de wind surf es autorizada en una zona delimitada del lago. La entrada al lago es gratis.
2. CENTRE ZEPHIR. Al norte de la ciudad, es una pista de bicicrós con numerosos saltos y badenes, fuertes curvas y en el que se han realizado pruebas a nivel nacional de BMX.

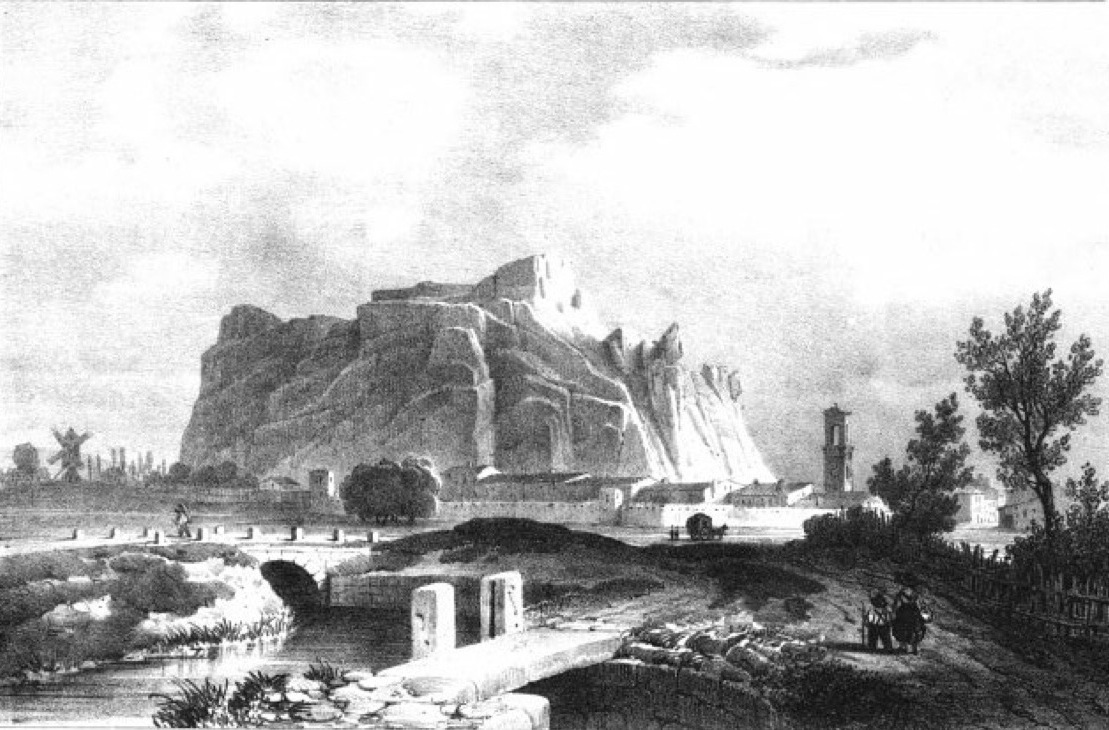
Litografía en la cual se ve la ciudad, la "roca" y el castillo de Pierrelatte. 1839. A. Debelle.

## La Leyenda de Gargantúa
Cuenta la leyenda que el enorme gigante Gargantúa, cansado de sus viajes a través de Francia, se sentó a desansar en el cercano Monte Ventoux. Allí encontró una piedra en su zapato, y una vez cogida, la lanzó lejos y esta cayó en la llanura del valle del Ródano. Esta piedra en la bota de Gargantúa sería la Roca o "rocher de Pierrelatte".
Gargantúa y Pantagruel 
Es un conjunto de cinco novelas escritas en el siglo XVI por François Rabelais, en francés. Es la historia de dos gigantes, un padre (Gargantúa) y su hijo (Pantagruel) y sus aventuras, escritas de forma satírica, entretenida y extravagante. Hay mucha crudeza y mucho humor escatológico, además de una buena dosis de violencia. Largas listas de insultos vulgares llenan varios capítulos.
Para saber más, puede leerse el artículo sobre Gargantúa y Pantagruel en Wikipedia.